# 日教 (日蓮正宗)
日教（にっきょう、1704年（宝永元年） - 1757年9月24日（宝暦7年8月12日））は、大石寺第32世法主。

## 略歴
- 1704年（宝永元年）、甲斐国一之宮で誕生。
- 1715年（正徳5年）11月25日、父随本卒。
- 1750年（寛延3年）8月25日、31世日因より法の付嘱を受け、32世日教として登座。9月11日、座替式を行なう。
- 1752年（宝暦2年）5月25日、末法証得抄を著す。6月8日、母妙本卒。
- 1756年（宝暦6年）8月、法を33世日元に付嘱し報恩坊に移る。
- 1757年（宝暦7年）8月12日、54歳にて死去した。

| 先代 日因 | 大石寺住職一覧 | 次代 日元 |